# Saroba zeta
Saroba zeta är en fjärilsart som beskrevs av Walker 1864. Saroba zeta ingår i släktet Saroba och familjen nattflyn. Inga underarter finns listade.